# Golmer Luch
Koordinaten: 52° 24′ 0″ N, 12° 58′ 0,01″ O

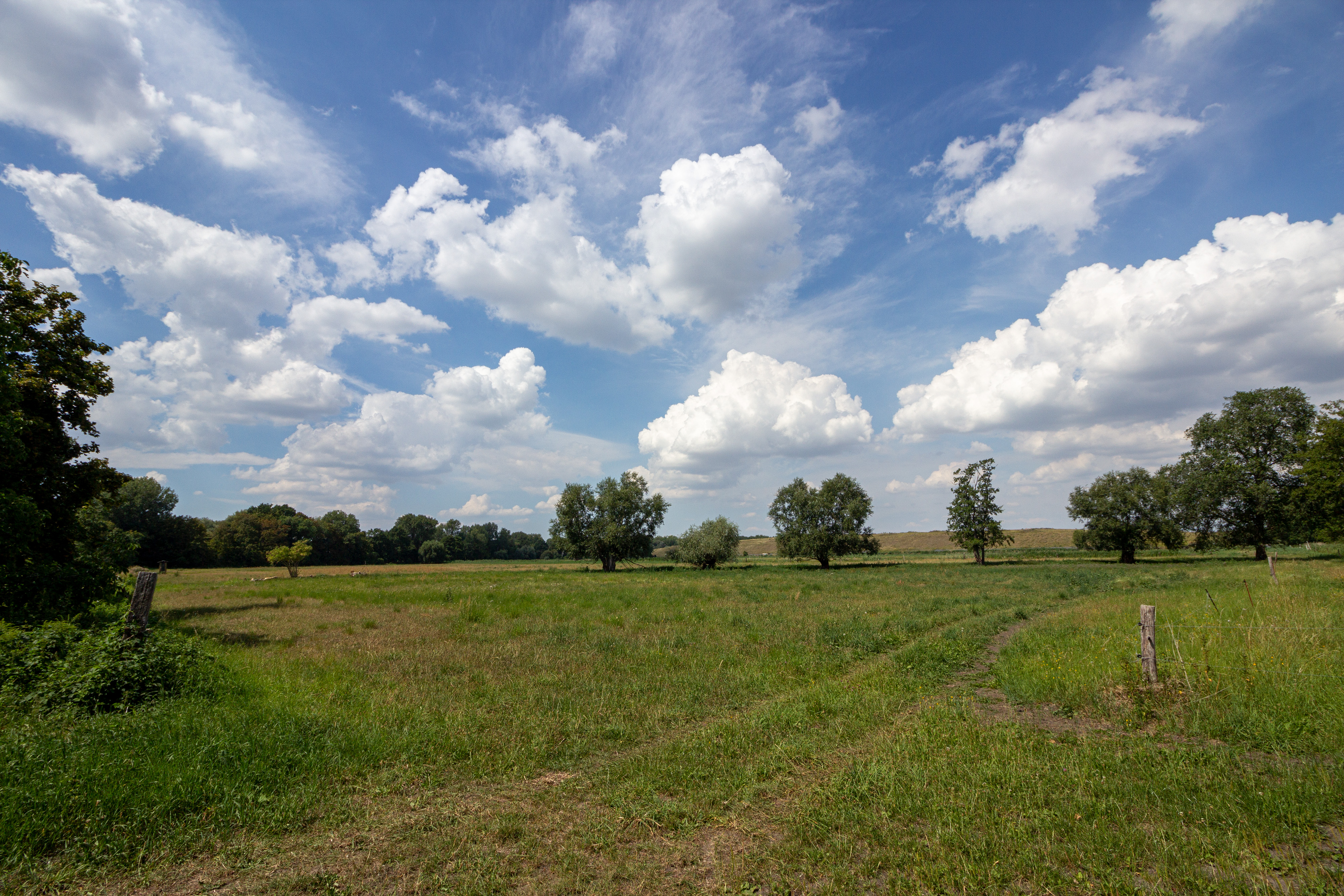
Landschaft des Golmer Luchs mit ehemaliger Mülldeponie am Horizont

Das Golmer Luch bezeichnet eine Niederung mit Höhen von 28 bis 31 m ü. HN im Westen und Süden des Potsdamer Ortsteils Golm in der Nähe des Großen Zernsees.
Die Bezeichnung „Luch“ weist darauf hin, dass es sich bei diesem Gebiet um eine ehemals vermoorte Landschaft handelt. Trotz Ansiedlungsversuchen von Schweizer Bauern durch Kurfürst Friedrich Wilhelm ab 1685 zwecks Landgewinnung blieb der Moor-Charakter auf größerer Fläche erhalten. 1925 erwarb der Bund für Vogelschutz zusammen mit dem Volksbund 15 Hektar. Dieses Areal wurde als letztes urwüchsiges Moor in der Nähe von Berlin 1927 unter Naturschutz gestellt und gehörte damit zu den ersten Naturschutzgebieten des damaligen Deutschen Reiches. Ab 1934 wurde die Fläche jedoch für die Müllentsorgung Berlins genutzt. Der Abfall wurde mit Müllkähnen zum Golmer Luch verschifft und dort durch einen Spülbagger entladen. Mit Hilfe von Wasser wurde der Abfall dann 1 km weit ins Land gepumpt, auch in der DDR wurde dort weiter Müll entsorgt. Erst nach der Wende konnte sich eine Golmer Bürgerinitiative dafür einsetzen, dass die Mülldeponie geschlossen und versiegelt wurde. Heute ist das Golmer Luch als Landschaftsschutzgebiet ausgewiesen.
Die frühere große ornithologische Bedeutung des Golmer Luchs als Rastplatz für nordische Gänse- und Entenvögel sowie als Brutreviere für heimische Wasser- und Watvögel ist durch Trockenlegung, Aufschüttung und den Betrieb von Mülldeponien stark zurückgegangen. Jedoch ist auch heute noch eine große Anzahl von Singvögeln zu finden.

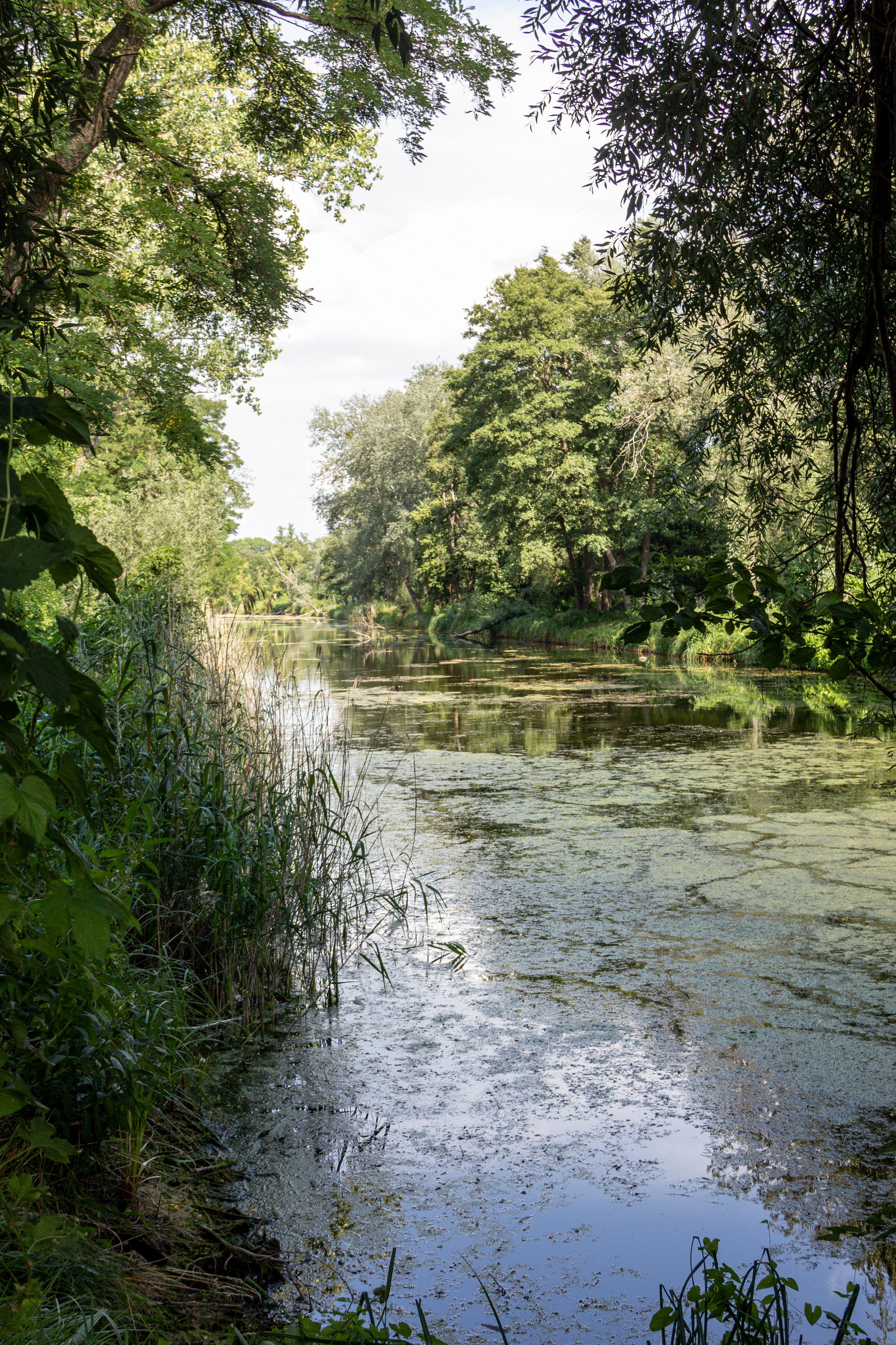
Blick auf den Stichkanal am Golmer Luch, der in den Großen Zernsee entwässert
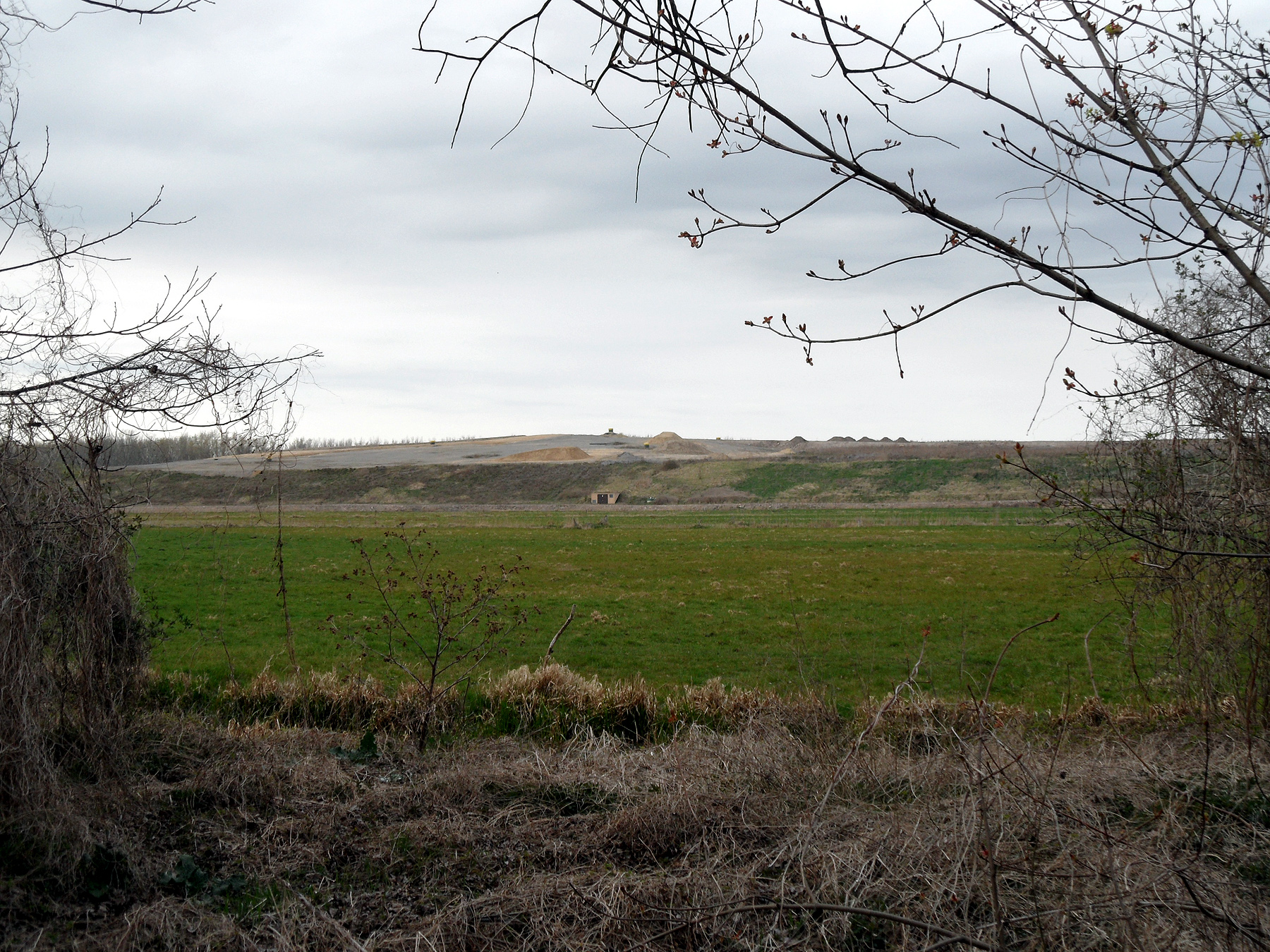
Blick auf die ehemalige Mülldeponie; zum Zeitpunkt der Aufnahme (2012) war die Versiegelung noch nicht vollständig abgeschlossen
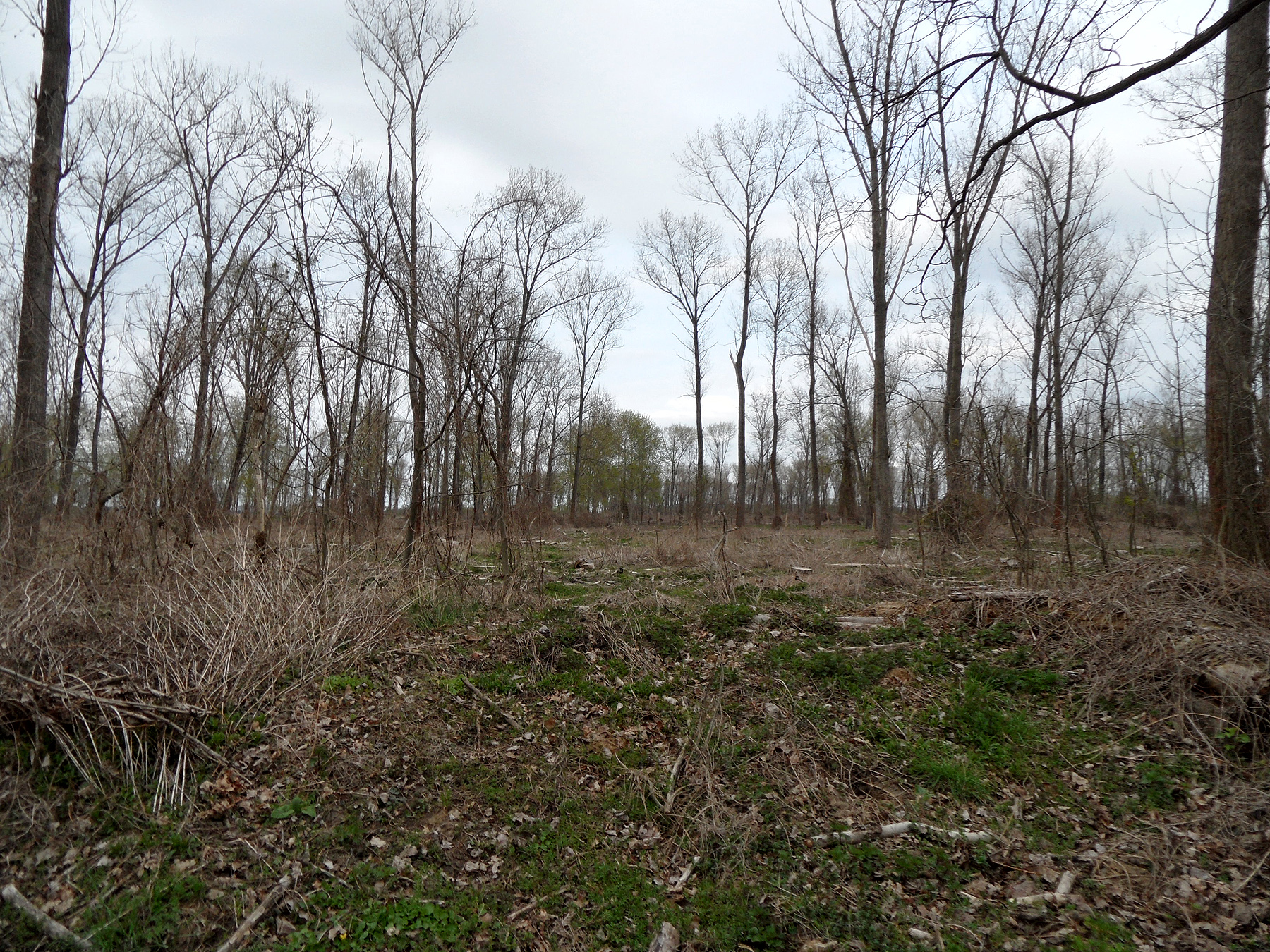
Bereich des Luchs im ehemaligen Spülfeld mit losem Baumbestand
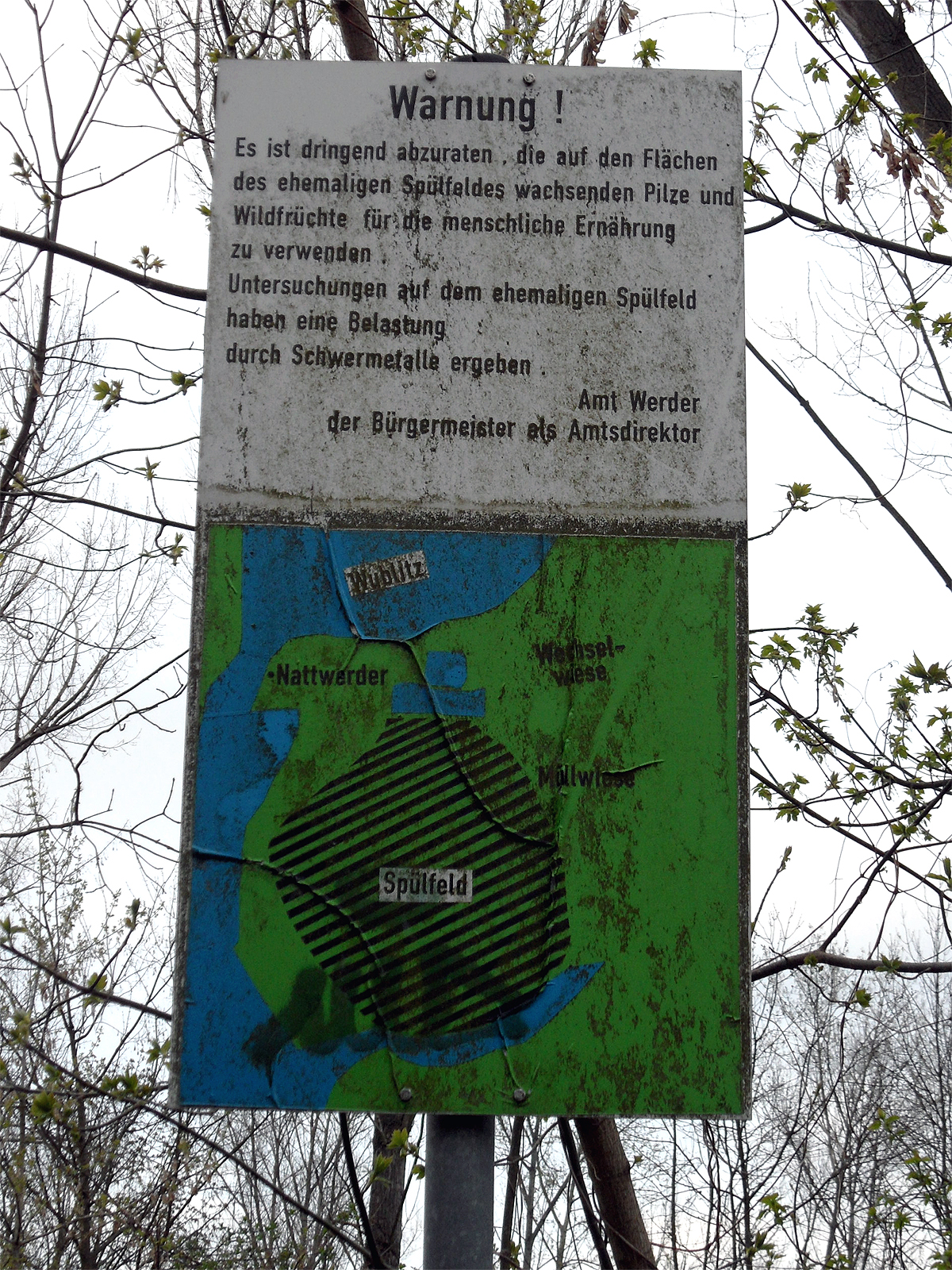
Warnschild vor dem Sammeln von Pilzen und Wildfrüchten wegen der Schadstoffbelastung